# Academia Nacional de Ciências da Ucrânia
A Academia Nacional de Ciências da Ucrânia (em ucraniano:  Національна академія наук України (НАНУ), Natsional’na akademiya nauk Ukrayiny (NANU)) é uma organização científica nacional da Ucrânia, que se dedica a investigar áreas como ciências naturais, humanidades, ciências sociais e engenharia. Sua sede está localizada em Kiev. 

## Nomes
A academia teve seu nome mudado algumas vezes: 
- Academia de Ciências da Ucrânia - Українська академія наук (УАН) (1918-1921)
- Academia de Ciências de toda Ucrânia - Всеукраїнська академія наук (ВУАН) (1921—1936)
- Academia de Ciências da RSS da Ucrânia - Академія наук УРСР (1936—1991)
- Academia de Ciências da Ucrânia - Академія наук України (1991—1993)
- Academia Nacional de Ciências da Ucrânia - Національна академія наук України (desde 1994)

## História
Foi fundada em 27 de novembro de 1918 pelo governo do hetman Pavló Skoropadski. Entre os primeiros acadêmicos constam Mikhail Tugan-Baranovski e Stephen Timoshenko.

### Presidentes
A NANU teve até a atualidade oito (8) diferentes presidentes:
| Presidentes da Academia | Presidentes da Academia |
| ----------------------- | ----------------------- |
| Vladimir Vernadsky      | 1918 — 1919             |
| Orest Levytsky          | 1919 — 1921             |
| Mykola Vasylenko        | 1921 — 1922             |
| Orest Levytsky          | 1922                    |
| Vladimir Lipsky         | 1922 — 1928             |
| Danylo Zabolotny        | 1928 — 1929             |
| Alexander Bogomolets    | 1930 — 1946             |
| Oleksandr Palladin      | 1946 — 1962             |
| Borys Paton             | 1962 — atualidade       |